# Mercedes Sur
Mercedes Sur è un distretto della Costa Rica facente parte del cantone di Puriscal, nella provincia di San José.